# Sulina (Roemenië)
Sulina is een kleine stad in de Roemeense Dobroedzja. De stad ligt aan de Zwarte Zeekust bij de monding van de Sulina-arm, een van de rivierarmen in de Donaudelta. Het is de oostelijkste stad van Roemenië. In 2004 telde Sulina 4624 inwoners.
De naam Sulina is waarschijnlijk afgeleid van het Slavische woord voor zout, sol.
Sulina beschikt over een haven en is enkel per boot bereikbaar. Sinds de Sulina-arm niet meer de voornaamste verbinding tussen de Donau en zee is, is de betekenis van Sulina aanzienlijk afgenomen.
De oude vuurtoren van Sulina is het nulpunt voor de afstandsindicatie op de Donau en zijn zijrivieren. De eerste 150 kilometer wordt gemeten in zeemijlen, daarna in Donaukilometers.

## Bevolking
- 1900: 5612 inwoners
- 2000: 5140 inwoners
- 2004: 4624 inwoners

Naar schatting was in 2004 40% van de inwoners van Sulina werkloos.

## Trivia
Sulina in de Nederlandse literatuur: 
En Rade van Jan Engelman; zie https://www.ronaldvandenboogaard.nl/poe-56-rubrieken-59/31-poe/918-poezie-57-zoekpoezie-5-jan-engelman/
"De stem van Sulina" van Anneleen Van offel; zie https://www.anneleenvanoffel.be/destemvansulina